# The Simpsons: Bart vs. the Space Mutants
The Simpsons: Bart vs the Space Mutants är ett datorspel som är baserat på den tecknade serien Simpsons. Enbart Nancy Cartwright gör rösten i spelet, då i form av Bart Simpson.

## Plattform
Spelet släpptes först till ZX Spectrum, Amstrad CPC, Commodore 64, Commodore Amiga, DOS och Atari ST av Ocean Software och till NES av Acclaim. Spelet släpptes senare till Sega Master System, Mega Drive/Genesis och Game Gear.
Acclaim producerade senare två uppföljare till spelet: The Simpsons: Bart vs. the World och The Simpsons: Bartman Meets Radioactive Man. 

## Spelet
I spelet är Bart Simpson den enda som känner till att utomjordingar har en hemlig plan på hur de ska ta över världen och försöker stoppa dem från att samla föremål som de behöver till sitt ultimata vapen.
I varje nivå måste Bart samla ett antal föremål innan han möter bossen. Bossen består av karaktärer från spelet. I spelet medverkar inte Kang & Kodos som är det återkommande rymdvarelserna i TV-serien.

## Nivåer

### Springfield
Bart måste samla, dölja eller förstöra alla lila saker som han hittar som soptunnor, blomkrukor, dörrar, brandposter och skyltar. Här medverkar Abraham Simpson, Moe Szyslak och Jimbo Jones. I nivån är bossen Nelson Muntz. Bart får hjälp av Maggie Om han under nivån samlar in bokstäverna i hennes namn. 

### Springfield Shopping Center
I den här nivån ska Bart samla hattar, allt ifrån höga hattar, till hjälmar och kepsar. I den här i nivån finns också tre mini-bossar. I nivån måste Bart undvika hinder. I nivån är Ms. Botz bossen. Bart får hjälp av Marge Om han under nivån samlar in bokstäverna i hennes namn. 

### Krustyland
I nivån ska Bart samla ballonger i nöjesparken och kan även samla ihop extra liv. I nivån är Sideshow Bob bossen. Bart får hjälp av Lisa Om han under nivån samlar in bokstäverna i hennes namn. 

### Museum
Nivån som utspelar sig i museet har även tre mini-bossar. Spelet utspelar sig i museets avdelningar, den första utspelar sig i en djungel där han möter en planta, därefter i Egypten där Bart träffar på en mumie och därefter besöker han det förhistoriska området och möter en Tyrannosaurus. I nivån är Marvin Monroe bossen. Bart får hjälp av Homer Om han under nivån samlar in bokstäverna i hans namn. 

### Power Plant
Bart måste samla in ett antal uranstavar som han lägger i kärnreaktorn som är spridda över hela anläggningen. I denna nivå, får Bart hjälp av hela familjen Simpson. Lisa ger honom dörrkoder, Marge bär uranstavar år honom. Homer förhindrar fienderna genom att mata dem med munkar och Maggie hjälper till att klara spelet. Om inte spelaren hinner klart nivån i tiden kommer det "ultimata vapnet" att bli klart, en armé av Homerkloner.

### Fotnoter
1. ↑  ”The Simpsons: Bart vs. the Space Mutants” (på engelska). Mobygames. 10 mars 1991. http://www.mobygames.com/game/simpsons-bart-vs-the-space-mutants. Läst 3 december 2015.